# Simon Schama
Simon Michael Schama, CBE (13 de fevereiro de 1945) é um acadêmico e escritor britânico, professor de História e História da Arte na Universidade de Columbia. Entre suas obras mais famosas estão Landscape and Memory, Dead Certainties, Rembrandt's Eyes, além de sua história da Revolução Francesa, Citizens. Schama ficou conhecido por escrever e apresentar um documentário em 15 partes produzido e exibido pela BBC intitulado A History of Britain; também é um crítico de arte para o jornal americano The New York Times.

## Prêmios
- National Book Critics Circle Award (2006), não-ficção, por Rough Crossings.

## Obras

### Livros
- Patriots and Liberators: Revolution in  the Netherlands 1780–1813 (1977)
- Two Rothschilds and the Land of Israel (1978)
- The Embarrassment of Riches: An Interpretation of Dutch Culture in the Golden Age (1987)
- Citizens: A Chronicle of the French Revolution
- Dead Certainties: Unwarranted Speculations (1991)
- Landscape and Memory (1995)
- Rembrandt's Eyes (1999)
- A History of Britain Vol. I (2000, ISBN 0-563-48714-3)
- A History of Britain Vol. II (2001, ISBN 0-563-48718-6)
- A History of Britain Vol. III (2002, ISBN 0-563-48719-4)
- Hang Ups: Essays on Art (2005)
- Rough Crossings (2005, ISBN 0-06-053916-X)
- The Power of Art (2006, ISBN 0-06-117610-9)
- The American Future (2009, ISBN 0-06-053923-2)

### Documentários
- Simon Schama's A History of Britain - BBC (2000)
- Rough Crossings: Britain, the Slaves and the American Revolution - BBC (2005)
- Simon Schama's Power of Art - BBC (2006)
- The American Future: A History - BBC (2008).